# Francisco Asenjo Barbieri

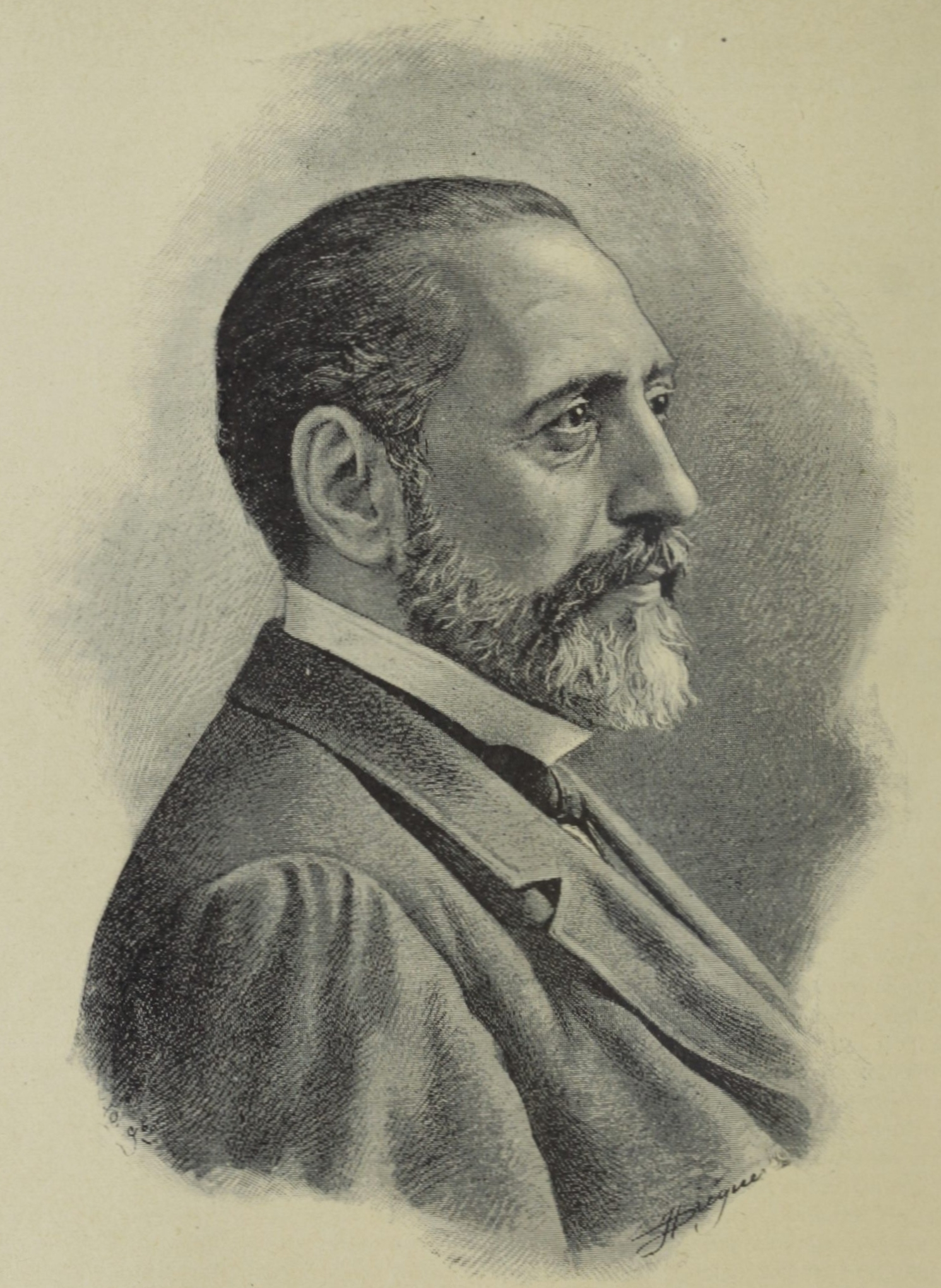
Francisco Asenjo Barbieri.

Francisco de Asís Asenjo Barbieri (* 3. August 1823 in Madrid; † 19. Februar 1894 ebenda) war ein spanischer Komponist und Autor literatur- und musikhistorischer Werke.
Er war von ausgezeichneter vielseitiger Bildung und trat 1837 in das Madrider Konservatorium ein, wo er Klavier und Komposition bei Pedro Albéniz (1795–1855), Gesang bei Baltasar Saldoni (1807–1889) und Klarinette studierte. Danach begann eine beruflich unstete Zeit, die auch durch seine materielle Not bestimmt wurde. Er versuchte sich als Komponist, Musiklehrer, Chorleiter und Musik-Journalist, bevor ihm im Jahre 1851 mit der Aufführung der dreiaktigen Zarzuela „Jugar con fuego“ der Durchbruch gelang. Danach war er sowohl als Komponist als auch als Autor bis zu seinem Tode Teil des kulturellen Lebens in Madrid. 1874 krönte er die Musikgattung Zarzuela mit seiner dreiaktigen „El Barberillo de Lavapies“, einem Werk, das auch den Weg in viele andere Länder fand.
Mit der Aufführung der sogenannten Zarzuela grande „Jugar con fuego“ setzte Barbieri die Renaissance dieser typisch spanischen Bühnenmusikgattung in Gang und beteiligte sich durch die Schaffung vieler weiterer Werke am lange Jahre anhaltenden Erfolg dieser Werke. Etliche andere spanische Komponisten taten es ihm nach.